# 西里維埃拉 (加利福尼亞州)
西里維埃拉（英語：Riviera West）是位於美國加利福尼亞州萊克縣的一個非建制地區。該地的面積和人口皆未知。

## 地理
西里維埃拉的座標為38°59′21″N 122°44′54″W / 38.98917°N 122.74833°W，而該地的平均海拔高度為516米（即1693英尺）。